# Umberto Arlati
Umberto Arlati (Olten, 22 juni 1931 – 4 mei 2015) was een Zwitserse jazz-trompettist en bandleider.
Arlati, wiens vader een bekend dans- en amusementsorkest leidde, kreeg vanaf zijn elfde levensjaar saxofoonles. Een jaar later trad hij voor het eerst in het openbaar op. Kort daarna stapte hij over op de trompet en toen hij veertien was, werd hij lid van zijn vaders orkest. Jazz-musici Gus Meyer en Paul Thommen brachten hem de beginselen van de jazz bij.
In het begin van de jaren vijftig speelde hij onder andere in het octet van Francis Notz. In '51, '52 en '54 werd hij op het jazzfestival van Zürich uitverkozen als de beste trompettist. In de tweede helft van de jaren vijftig speelde hij meerdere keren op het jazzfestival van Düsseldorf als lid van de groep van Waldi Heidepriem, Modern Jazz Group Freiburg. In 1959 maakte hij opnames met Klaus Doldinger en Peter Baumeister. In de jaren zestig speelde hij met onder anderen Heinz Bigler en Vince Benedetti. In 1967 werd hij leraar aan de Swiss Jazz School in Bern, later ging hij lesgeven aan de muziekschool van Olten.
In 1985 richtte hij een bigband op, daarnaast leidde hij een combo. Hij speelde tevens in het kwartet van Bruno Spoerri.
In 2009 kreeg hij een kunstprijs van Solothurn. Hij werd toen geroemd als een van de wegbereiders van de moderne jazz in Zwitserland.